# نوريس غاريت بيل
نوريس غاريت بيل (بالإنجليزية: Norris Garrett Bell)‏ هو مهندس أسترالي، ولد في 15 أكتوبر 1860، وتوفي في 15 يناير 1937.